# Даннинг, Мэтт
Мэтт Даннинг (англ. Matt Dunning, родился 19 декабря 1978 года в Калгари) — австралийский регбист, выступавший на позиции пропа за клубы «Уаратаз» и «Уэстерн Форс» и за сборную Австралии.

## Ранние годы
Родился в Калгари, вырос в Сиднее. Окончил Нортхолмскую гимназию. В 1996 году выступал за команду Нового Южного Уэльса на школьном чемпионате Австралии, его одноклубником был Фил Воу. Играл за школьные сборные Австралии, сборные Австралии до 19 и до 21 года в 1998—1999 годах.

## Регбийная карьера
Дебют Даннинга во взрослом регби состоялся в клубе «Уаратаз» из Нового Южного Уэльса в 2000 году, когда он провёл матч против Квинсленда. В 2001 году в Супер 12 состоялась его первая игра против «Чифс». 25 октября 2003 года Даннинг провёл свой дебютный матч за сборную Австралии против Намибии в Аделаиде, проходивший в рамках домашнего чемпионата мира: в той встрече австралийцы одержали рекордную в мировом регби победу со счётом 142:0, а на турнире дошли до финала. Второй матч Даннинга на турнире пришёлся как раз на финал, в котором англичане одержали победу 20:17.
В том же 2003 году Даннинг стал известен как автор дроп-гола в сезоне Супер 12, который ненароком лишил его клуб «Уаратаз» надежды сыграть в полуфинале турнира. В матче против «Чифс» его команда должна была занести четыре попытки и заработать тем самым бонусное очко, чтобы попасть в следующий раунд, однако она к концу матча занесла всего лишь две попытки. В последние минуты встречи «Уаратаз» имели преимущество, и Даннинг решился попытаться забить дроп-гол. Его расчёт был на то, что в случае промаха команда заработает штрафной, выбьет мяч в аут, а затем попытается через розыгрыш коридора занести попытку. Однако расчёт Даннинга не оправдался: мяч перелетел между стойками ворот, и дроп-гол был засчитан. Команда повела со счётом 20:14, а итоговая победа 25:14 не помогла «Уаратаз» выйти в следующий раунд. После игры в течение двух суток команда утешала себя алкоголем, а Даннинг в порыве гнева избил одноклубника Деза Туиави’и и приставал к таксисту. Пресса же всячески высмеивала нелепый дроп-гол Даннинга, а сам игрок вынужден был приносить извинения за своё поведение после матча.
В 2004 году Даннинг сыграл 11 матчей за сборную Австралии, выходя на замену, и пропустил только тест-матч против сборной «Пасифик Айлендерс» в Аделаиде. В 2005 году он сыграл 12 тест-матчей из 13 и впервые вышел в стартовом составе на позиции правого столба в первой встрече года против Самоа. В 2007 году он провёл 11 матчей и попал в заявку на чемпионат мира, где сыграл четыре матча против Японии, Уэльса, Фиджи и Англии (австралийцы выбыли на том турнире в четвертьфинале, как раз проиграв Англии 10:12). В 2008 году Даннинг провёл 7 матчей за сборную Австралии. Также он сыграл за Австралию против клуба «Барбарианс» на стадионе «Уэмбли»: это был первый регбийный матч на реконструированной арене, однако само покрытие арены было крайне нестабильным и опасным. Из-за этого Даннинг получил травму правого ахилессова сухожилия и пропустил весь сезон Супер 14 следующего года, но успел восстановиться к матчам сборной Австралии против сборных Северного полушария (сыграл две встречи против Англии и Уэльса). Эти встречи прошли 7 и 28 ноября 2009 года, но стали последними для Даннинга в сборной: всего он сыграл 45 матчей.
В 2010 году Даннинг стал игроком клуба «Уэстерн Форс», за который провёл два сезона. В 2011 году он планировал перейти во французский «Биарриц Олимпик», однако переход сорвался, а Мэтту пришлось перенести операцию на шее.
В 2011 году он завершил карьеру игрока в клубе «Иствуд», выиграв с ним щит Шута и победив команду Сиднейского университета. Однако спустя два года он провёл ряд матчей за «Балмен» в первенстве Нового Южного Уэльса.

## После карьеры игрока
Завершив карьеру, Даннинг после двух лет без тренировок набрал вес до 130 кг, но затем сбросил 44 кг. В 2013—2014 годах Даннинг был тренером «Балмена». Окончил университет Маккуори.
Вне регби занимается благотворительностью, выступает как мотивационный спикер и эксперт в СМИ.

## Семья
Отец — Джон, мать — Кристин. Есть братья Кейси (регбист) и Джош. Жена — Эмма, дети Джеймс, Бен, Уильямс и Томас.